# کرتو نیسکانن
کرتو نیسکانن (فنلاندی: Kerttu Niskanen؛ زادهٔ ۱۳ ژوئن ۱۹۸۸) اسکی‌باز صحرانوردی زن اهل فنلاند است.